# Cartea Cărților
Cartea Cărților (アニメ 親子劇場 Anime oyako gekijô) este un serial de televiziune anime produs inițial de Tatsunoko Productions din Japonia în colaborare cu Christian Broadcasting Network din Statele Unite și recent produs numai de CBN, pentru distribuire și difuzare la nivel mondial..
Serialul prezintă evenimentele din Biblie din Vechiul Testament și din cel Nou de-a lungul a 52 de episode. Primele 26 de episoade au fost difuzate de la 1 octombrie 1981 la 29 martie 1982. Serialul a revenit sub denumirea Cartea Cărților II Superbook II (パソコントラベル探偵団 Pasokon Toraberu Tanteidan?, lit. Personal Computer Travel Detective Team)
cu 26 de episoade care au fost transmise de la 4 aprilie 1983 la 26 septembrie 1983. Între cele două serii, la prima transmisie, a fost difuzat serialul-companion Casa Zburătoare ("Tondera Hausu no Daibōken"). CBN-ul a produs o nouă serie Cartea Cărților care a avut 3 sezoane. CBN-ul distribuie primul sezon gratuit pe site-ul lor, "Superbook Kid".

## Lista episoadelor

### Seria I
1. Adamu to eba monogatari (The story of Adam and Eve) / "How It All Began"
2. Kain to aberu monogatari (The story of Cain and Abel) / "My Brother's Keeper"
3. Noa no hakobune monogatari (The story of Noah's ark) / "The Flood"
4. Idai na chichi no monogatari (The story of the great father) / "The Test" (Abraham and Isaac)
5. Takoku no hanayome monogatari (The story of the foreign bride) / "Here Comes the Bride" (Isaac and Rebekah)
6. Futago no kyodai monogatari (The story of the twin brothers) / "Double Trouble" (Jacob and Esau)
7. Maho no tsue monogatari (The story of the magical staff) / "A Dream Come True" (Joseph)
8. Ejiputo monogatari (The story of Egypt) / "The Miracle Rod" (Moses and the Exodus)
9. Fushigi na rappa monogatari (The story of the wondrous bugle) / "Those Amazing Trumpets" (Joshua and the fall of Jericho)
10. Sanbyakko no tsubo monogatari (The story of the 300 pots) / "Pitchers of Fire" (Gideon)
11. Kairiki monogatari (The story of Herculean strength) / "Muscleman" (Samson and Delilah)
12. Uma goya monogatari (The story of the stable) / "The First Christmas"
13. Iesu no kiseki monogatari (The story of the miracles of Jesus) / "Miracles of Love"
14. Karappo no haka monogatari (The story of the empty tomb) / "The Best News Yet" (The death and resurrection of Jesus)
15. Oya koko monogatari (The story of the faithful child) / "Mother's Day" (Ruth and Naomi)
16. Akuma no yuwaku monogatari (The story of the devil's temptation) / "The Patience of Job"
17. Kujira ni nomareta otoko no monogatari (The story of the man swallowed by a whale) / "Big Fish and Little Fish" (Jonah)
18. Roba kokuo monogatari (The story of the donkey king) / "The First King" (Samuel and Saul)
19. Dabide monogatari (The story of David) / "The Giant Killer"
20. Soromon monogatari (The story of King Solomon) / "Superbrain"
21. Yogensha eriya monogatari (The story of the prophet Elijah) / "A True Prophet"
22. Hi no sensha monogatari (The story of the fiery tank) / "Flaming Chariots" (Elisha)
23. Raion no ana monogatari (The story of the lion's den) / "The Lion's Den" (Daniel)
24. Kagayaku joheki monogatari (The story of the shining castle walls) / "Nehemiah and the Walls of Jerusalem"
25. Utsukushii ohi no monogatari (The story of the beautiful princess) / "The Beauty Queen" (Esther)
26. Sekai no hate made monogatari (The story until the ends of the earth) / "The Mighty Convert" (Paul of Tarsus)

### Seria II
1. "Where, Oh Where..." – serialul începe când Ruffles e supt în noul Superbook, ce e "computerizat".
2. "Hot Dog"
3. "The Test Of Obedience"
4. "Love at First Sight" – cele 4 episoade de mai sus sunt povestea lui Abraham și a lui Isaac, inclusiv despre nimicirea Sodomei și a Gomorei.
5. "Father's Pet"
6. "All About Dreams"
7. "The Hostage"
8. "The Family Reunion" – cele 4 episoade de mai sus sunt povestea lui Iosif.
9. "A Gift From Heaven"
10. "The Burning Bush"
11. "No More Plagues"
12. "So, you want to go back to Egypt!" – cele 4 episoade de mai sus sunt povestea lui Moise și cea a peregrinării israeliților din Egipt.
13. "Snakes and a Donkey" – Iosua
14. "Worth Fighting For" – Otniel
15. "The Good Left Arm" – Ehud și regele Eglon
16. "Stick In The Mud" – Debora și Barak
17. "That's A Promise" – jurământul lui Iefta
18. "Just Rewards" – Eli și Samuel
19. "A Wonderful Gift" – Saul e uns rege al Israelului
20. "The Mighty Little Shepherd"
21. "The Bigger They Come"
22. "Faithful and True"
23. "David, the king" – cele 4 episoade de mai sus sunt povestea lui David, între care lupta lui cu Goliat și prietenia lui cu Ionatan.
24. "In All His Glory" – regele Solomon
25. "The Wicked Queen" – Atalia și Iosif
26. "A Matter Of Time" – proorocii Ezechiel și Isaia